# Cankarjeva ulica, Celje
Cankarjeva ulica je ena izmed ulic v Celju. Sedaj v njej poteka enosmerni cestni promet do stičišča z Aškerčevo ulico proti severu in Ulice XIV. divizije (Krekovemu trgu) v smeri proti železniški postaji in Teharsko cesto proti vzhodu v smeri Teharij in Zagradu. Dovoz v ulico je iz Aškerčeve ulice, Ulice XIV. divizije in iz podvoza pod železnico iz smeri Teharij in Zagrada. Pred tem je bil cestni promet usmerjen v obe smeri ter tudi večkrat preusmerjen v enosmernega.
V ulici (številka 2) se nahaja Meščanska hiša. Na koncu ulice na Krekovem trgu 9 je celjska osrednja pošta. Od 1960-ih je nasproti stavbe pošte deloval Mladinski klub pod pokroviteljstvom ZSMS, kasneje preimenovan v Kljub. Leta 1997 je bila ustanovljena Ljudska univerza Celje (številka 1). V tej stavbi je v 1970-ih imelo sedež poslovno združenje formator.
Ulica proti zahodu poteka do križišča s Stanetovo ulico, v tej smeri pa naprej poteka Vodnikova ulica.

## Galerija
- Cankarjeva ulica 9
- Cankarjeva ulica 11
- Pogled proti  vzhodu
- Pogled proti Vodnikovi in  Stanetovi ulici